# Ksyleny
Ksyleny – organiczne związki chemiczne z grupy węglowodorów aromatycznych, dimetylowe pochodne benzenu. Stosowane są głównie jako wysokowrzące rozpuszczalniki organiczne.
Ksylen występuje jako trzy izomery strukturalne o wzorze sumarycznym C
8H
10, różniące się pozycją dwóch grup metylowych w stosunku do siebie, w pierścieniu benzenowym: 1,2 (orto), 1,3 (meta) i 1,4 (para). Własności wszystkich trzech izomerów są do siebie dość zbliżone, choć różnią się one nieco reaktywnością w reakcji Friedla-Craftsa, oraz temperaturą topnienia i wrzenia.

o-ksylen (1,2-dimetylobenzen)
m-ksylen (1,3-dimetylobenzen)
p-ksylen (1,4-dimetylobenzen)

## Otrzymywanie
Głównie z lekkich frakcji smoły węglowej, skąd oddestylowuje się mieszaninę wszystkich izomerów (temperatura wrzenia 138–142 °C). W mieszaninie przeważa m-ksylen (ok. 60%).

## Zastosowanie
Jako rozpuszczalnik i rozcieńczalnik farb i lakierów. o-Ksylen stosowany jest do syntezy bezwodnika ftalowego, m-ksylen do otrzymywania tworzyw sztucznych i barwników, a p-ksylen do syntezy kwasu tereftalowego.
Jako rozpuszczalnik stosowana jest zwykle mieszanina wszystkich trzech izomerów, ich rozdzielenie jest bardzo trudne.